# مکسیم خلیل
مکسیم خلیل بازیگر ارمنی‌تبار سوری ست که در تاریخ ۷ نوامبر ۱۹۷۸ در شهر دمشق زاده شد و در سریال‌های متعددی حضور پیدا کرد.

## فعالیت‌ها
- لس|أسعد الوراق
- أنشودة المطر
- المسلوب
- تخت شرقی
- البحث عن صلاح الدین
- بقعة ضوء
- مرایا
- علی طول الأیام
- ذکریات الزمن القادم
- أحلام کبیرة
- الظاهر بیبرس
- التغریبة الفلسطینیة
- قتل الربیع
- انتقام الوردة
- شرکاء یتقاسمون الخراب
- هیک اجوزنا
- زمن العار
- یوم ممطر آخر
- الحصرم الشامی
- اهل الغرام
- لعنة الطین